# Enclos

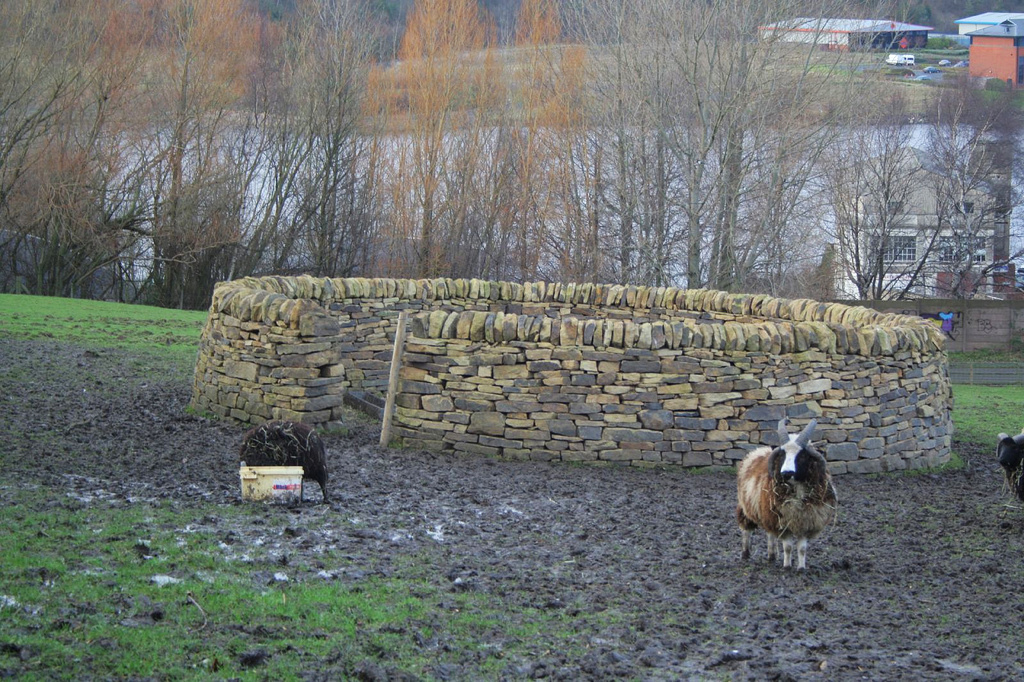
Un mouton à proximité d'un enclos à moutons, l'un des plus vieux types d'enclos pour animaux vivants (Tyne and Wear, 2007).

Un enclos est un espace de terrain entouré d'une clôture qui sert à contenir des animaux domestiques, à délimiter un monument commémoratif.
En archéologie, un enclos fossoyé est un espace correspondant à un système funéraire ou agro-pastoral. Délimité par un fossé matérialisé par un marqueur type palissade de bois, haie, talus, il contient dans son espace intérieur des tombes (enclos funéraire, tel celui de Saint-Joachim) ou plusieurs bâtiments sur poteaux (greniers) et diverses structures domestiques. L'archéologie aérienne permet de mettre en évidence de telles structures. Les sites livrent parfois une grande quantité de mobilier archéologique qui mêle céramique, monnaies, nombreux restes de faune, objets sculptés.